# كونتية نامور
نامور (بالهولندية: Namen)‏ كانت كونتية الإمبراطورية الكارولنجية ولاحقاً الإمبراطورية الرومانية المقدسة في البلدان المنخفضة. تتوافق أراضيها إلى حد كبير مع ما هو الآن بلجيكا دائرة نامور بالإضافة إلى الجزء الشمالي الغربي من دائرة دينانت.